# Dagny Servaes

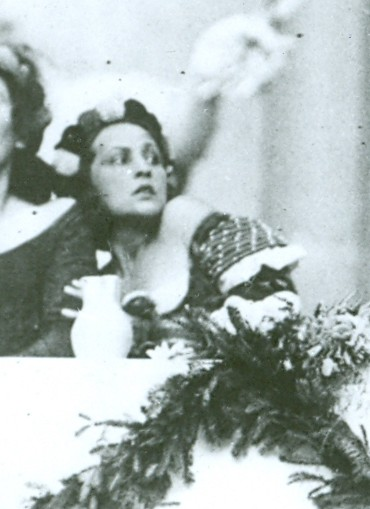
Servaes em Jedermann, no Festival de Salzburgo, em 1920

Dagny Servaes (Berlim, 10 de março de 1894 – Viena, 10 de julho de 1961) foi uma atriz de teatro e cinema austríaca nascida na Alemanha. No teatro ela atuou nas produções de Max Reinhardt e Bertolt Brecht. Ela atuou em cerca de sessenta filmes durante a sua carreira, inicialmente em personagem secundária e posteriormente em papéis coadjuvantes.

## Filmografia selecionada
- Dr. Hart's Diary (1917)
- The Loves of Pharaoh (1922)
- Peter the Great (1922)
- Carlos and Elisabeth (1924)
- Remembrance (1924)
- Colonel Redl (1925)
- Die lachende Grille (1926)
- The Student of Prague (1926)
- The Weavers (1927)
- Golgotha (1933)
- Florentine (1937)
- Nanon (1938)
- A Prussian Love Story (1938)
- Mirror of Life (1938)
- The Deruga Case (1938)
- Immortal Waltz (1939)
- Sensationsprozess Casilla (1939)
- Friedrich Schiller (1940)
- Die goldene Stadt (1942)
- Lache Bajazzo (1943)
- Eroica (1949)
- Maria Theresa (1951)
- Have The World For Me (1953)
- The Daughter of the Regiment (1953)